# Ilona Kickbusch
Ilona Kickbusch (Múnic, Alemanya, 27 d'agost de 1948) és una científica política alemanya coneguda per la seva contribució a la promoció de salut i salut global. Actualment és professora adjunta a l'Institut Internacional i Estudis de Desenvolupament de Ginebra.

## Educació i vida primerenca
Kickbusch Va créixer primer a Múnic i després a Chennai, Índia, on el seu pare va treballar com a diplomàtic. A l'any 1981, es va graduar a la Universitat de Konstanz, Alemanya, amb un doctorat en Ciència Política.

## Carrera
Aviat la seva carrera va destacar per la contribució a la promoció de la salud, la salud basada en la persona i la salut en les dones.
Després de la seva participació a l'Organització Mundial de la Salut (1981-1998) va ser nomenada per a dirigir el Global de Promoció de la Salut, seguit d'alts càrrecs a nivell regional i a nivell global de l'organització. Va ser responsable de la Carta d'Ottawa per a la Promoció de la Salut el 1986un destacat document en salut pública, així com per a la posterior conferències globals de promoció de la salut. Va iniciar també la primera comparativa de la OMS de l'estudi de la salut de les dones a Europa.
Al 1998, Kickbusch es va incorporar a la Yale Universitat per encapçalar el Programa de Salut Global nou al Yale School of Public Health fins al 2004. Després va retornar a Europa i va ser anomenada presidenta del World Demographic & Ageing Forum, St Gallen, (2005), i directora del Global Health Europe (2009).
Al 1999, Kickbusch va ser la candidata del govern alemany per a la posició de Director Regional per a Europa de l'OMS; el càrrec va ser per a Marc Danzon.
Des del 2008, Kickbusch ha estat la directora del Programa de Salut Global a l'Institut de Llicenciat d'Internacional i Estudis de Desenvolupament, Geneva. A més a més, ella imparteix classes regularment a diverses institucions acadèmiques incloent-hi la Universitat de St. Gallen (HSG), Suïssa. Kickbusch aconsella organitzacions, agències de govern, i en el sector privat en polítiques i estratègies per promoure la salut nacional, europeu i a nivell internacional. Ha rebut molts premis per la seva contribució a les innovacions en l'àmbit de la salut. (HiAP).

## Política i innovacions en recerca

### Promoció de salut - Societat sana
Kickbusch va redactar la Bangkok Charter per a la Promoció de Salut en un mon globalitzat al 2005, va pertànyer al grup de consellers de la Conferència Mundial en Determinants Socials de Salut 2011. Com a editora va fundar la Promoció de Salut, una revista Internacional (Oxford University Press)

### Polítiques de salut - Polítiques d'innovació en salut
i aconsellat àmpliament en HiAP aproximacions i és considerat un dels dirigents globals en aquest camp. Continua ser implicada en una gamma de mans-en els projectes que consideren Salut dins Totes les Polítiques. Ha conduït un estudi de l'OMS Oficina Regional per Europa 'Governance per salut en el segle XXI', és un dels estudis claus que informen de la política europea en salut.

### L'aproximació d'enquadraments - Demografia i gènere
Va desenvolupar l'aproximació d'enquadraments a promoció de salut i va iniciar programes com Ciutats Sanes, escoles que promouen salut, sa workplaces, hospitals i salut que promouen salut en presons. Molts d'aquestes xarxes són ara global i ha provat per ser una aproximació altament sostenible a acció de salut pública. Ella també iniciat el Comportament de Salut en Escolar-va envellir estudi de Nens, el qual ha esdevingut un patró or global per mesurar nen i salut de joventut. A la seu d'OMS va iniciar el Sa Envellint programa i continua ser actiu en aquest camp mentre cadira del multidisciplinari Mundial Demographic & Envellint Fòrum, St Gallen.

### Alfabetització per a la salut
Kickbusch ha estat una dirigent en el desenvolupament el concepte d'alfabetització de salut i buscant per enfortir ell a través de recerca i programes. Arran de la seva iniciativa, la UE Enquesta d'Alfabetització de Salut europea va ser creada. Va presentar els seus resultats dins 2011. Ha estat un defensar per participació de ciutadà dins salut i ha estat instrumental dins creant la Xarxa europea nova En Pacient Empowerment (ENOPE). L'Australià Del sud i aliances d'alfabetització de salut suïsses van ser creats i basat en les seves propostes.

### Salut global Governance
Durant el seu temps a Yale Universitat sigui cap de la divisió de salut global, un de la primera salut global programes i una escola de salut pública. Va contribuir significativament a shaping el camp de salut global, particularment amb l'anàlisi de salut global governance, i va encapçalar un important Fulbright Programa Salut titulada en un Borderless Món. Avui, és considerada una dels dirigents dins pensant en salut global governance i ha fet suggeriments significatius amb relació a multi-stakeholder implicació a OMS i societat-va basar aproximacions a salut global governance, incloent la proposta per un Comitè C a l'Assemblea de Salut Mundial. Va proporcionar entrada significativa a política d'UE en salut global, així com a la salut suïssa altament innovadora política estrangera. Ella també Europa de Salut Global iniciada, un pensar tanc per enfortir la veu d'Europa en salut global.

### Diplomàcia de Salut global
Kickbusch Ha contribuït significativament al camp nou de diplomàcia de salut global i ha desenvolupat una aproximació única a educació executiva en aquest camp, el qual ha obtingut suport significatiu del Rockefeller Fundació. Flagship Els cursos són aguantats regularment dins Ginebra, i també ha estat conduït dins cooperació amb socis locals dins Xina, Indonèsia, Kenya, els EUA i Canadà. Ha publicat àmpliament en aquest tema – incloent-hi un textbook en diplomàcia de salut global – així com en els assumptes més amples de salut global i política estrangera. És una membre d'un nombre de xarxes de política en aquest camp incloent-hi la Xarxa de Diplomàcia de Salut Global (GHD-NET). És l'editora (juntament amb Tom Novotny) del llibre de Diplomàcia de Salut Global sèrie, va publicar per Mundial Científic.

## Altres activitats (selecció)

### Organitzacions governamentals
- Ministeri federal de Salut, Chairwoman del Tauler Aconsellable Internacional en Salut Global (de llavors ençà 2017)[11]

### Organitzacions sense ànims de lucre
- Societat de Salut alemanya (GHP), Membre del Tauler Aconsellable (de llavors ençà 2017)[12]
- Guttmacher-Comissió de llanceta en Sexual i Reproductive Salut i Drets al correu-2015 Món, Membre (de llavors ençà 2016)[13]
- Plafó internacional en Progrés Social (IPSP), Membre del Consell Científic (de llavors ençà 2015)[14]
- Acadèmia de Ciències Leopoldina, Membre del Grup Laborable en Salut Pública (2015)[15]
- Careum Fundació, Membre del Tauler Executiu (de llavors ençà 2009)[16]
- Centre Virchow-Villermé, Membre del Tauler Aconsellable Internacional[17]
- Deutsches Netz Gesundheitsfördernder Krankenhäuser und Gesundheitseinrichtungen, Membre del Tauler Aconsellable[18]
- Cimera de Salut mundial, Chairwoman del Consell[19]
- Alfabetització de salut dins Infantesa i Adolescència (HLCA) Consorci, Membre del Tauler Aconsellable Científic[20]
- Dones en Salut Global, Membre
- Associació americana per l'Avenç de Ciència (AAAS), Membre[21]
- Associació Sociològica alemanya (DSG), Membre[21]

## Reconeixement

### Honoris Causa
- 2015 – Honorary doctorat, Universitat de Girona, Espanya[22]
- 2005 – Honorary doctorat, Nordic Escola de Salut Pública, Goteborg, Suècia

### Altres honors
- 2016 – Ordre de Mèrit de la República Federal d'Alemanya[23]
- 2001 – Andrija Štampar Medalla per lifelong servei assenyalat a salut pública, va atorgar per l'Associació d'Escoles de Salut Pública en la Regió europea (ASPHER)
- 2000 – Salomon-Neumann Medalla per contribucions importants a medicina social, va atorgar per la Societat alemanya per Medicina Social
- CYWHS Oration, Adelaide, Austràlia
- Leavell Conferència, va atorgar per la Federació Mundial d'Associacions de Salut Pública
- Aventis Pasteur Premi Internacional, va atorgar per l'Associació de Salut Pública canadenca (CPHA) per reconèixer contribucions a salut internacional
- Especial Meritorious Medalla d'Or, va atorgar per la Província de Viena, Àustria, per contribucions especials a la salut dels ciutadans de Viena
- Honorary Company, Facultat de Medicina de Salut Pública, Regne Unit
- Reina Elizabeth la Conferència de Mare de la Reina, Facultat de Medicina de Salut Pública, Regne Unit
- VicHealth Premi, va atorgar per la Fundació de Promoció de Salut victoriana, Melbourne, Austràlia, per contribucions especials a promoció de salut

## Publicacions

### Llibres
- Rosskam, Ellen i Kickbusch, Ilona (eds.). Negociant i Navigating Salut Global: Estudis de Cas en Diplomàcia de Salut Global. Nova Jersey: 2011.
- Kickbusch, Ilona i Buckett, Kevin (eds.). Implementant Salut dins Totes les Polítiques. Adelaide: 2010.
- Kickbusch, Ilona. Innovació de política per Salut. Salmer, 2009.
- Bührlein, B i Kickbusch, jo. (eds.). Innovationssystem Gesundheit: Ziele und Nutzen von Gesundheitsinnovationen. Karlsruhe: Fraunhofer Gesellschaft, 2008.
- McQueen, David, Kickbusch, Ilona, Potvin, Louise, Pelikan, Jürgen, Balbo, Laura i Abel, Thomas. Damunt Salut i Modernity: fundacions Teòriques de promoció de salut. Salmer, 2007.
- Kickbusch, jo. Dau Gesundheitsgesellschaft. Gamburg: Verlag Gesundheitsförderung, 2006.
- Geene, Raimund, Kickbusch, Ilona i Halkow, Anja (eds.). Prävention und Gesundheitsförderung – eine soziale und politische Aufgabe. Berlín: Gesundheit Berlín, 2005.
- Kickbusch, Ilona, Hartwig, Kari i Llista, Justin (eds.). Globalització, Dones, i Salut en el segle XXI. Nova York: Palgrave Macmillan, 2005.
- Kickbusch, Ilona i Badura, Bernhard (eds.). Recerca de Promoció de la salut: Cap a una Epidemiologia Social Nova. Sèrie europea Cap. 37. Copenhaguen: OMS Oficina Regional per Europa, 1991.
- Kickbusch, Ilona. Els planetes bons són Durs de Trobar. OMS Paper de Ciutats Sanes Cap. 5. Copenhaguen: 1989.
- Kickbusch, Ilona, Anderson, Robert, Davies, John K., McQueen, David V. I Turner, Jill (eds.). Recerca de Comportament de la salut i Promoció de Salut. Oxford: Oxford Premsa Universitària, 1988.
- Kickbusch, Ilona. Dau Familialisierung der weiblichen Arbeit: Zur strukturellen Ähnlichkeit zwischen bezahlter und unbezahlter Frauenarbeit. Konstanz: 1987.
- Kickbusch, Ilona i Riedmüller, Barbara (eds.). Dau arme Frauen, Frauen im Wohlfahrtsstaat. Sammelband mit internationalen Beiträgen. Introducció (amb Riedmüller, B.): 'Theoretische Perspektiven einer Sozialpolitikanalyse' I'Familie als Beruf – Beruf als Familie: Der segregierte Arbeitsmarkt und dau Familialisierung der weiblichen Arbeit' (en femella pagat i unpaid treball). Frankfurt: Suhrkamp, 1984, pp. 7–13 i pp. 163–178.
- Kickbusch, Ilona i Covar, Stephen (eds.). Self-Ajuda i Salut dins Europa: Aproximacions Noves dins Cura de Salut. Introducció: 'Un Reorientation de Cura de Salut', i Conclusió: sócaking un Lloc per Self-ajuda' (tots dos amb Stephen Coven). Copenhaguen: OMS Oficina Regional per Europa, 1983.
- Kickbusch, Ilona i Troià, Alf (eds.). Gemeinsam sind wir stärker, Selbsthilfegruppen und Gesundheitssicherung (en self-grups d'ajuda). Frankfurt: Fischer Alternativ, 1981.

### Selecció de capítols i llibres
- Diplomàcia de salut global: política que estrangera pot influir salut' en Revista Mèdica britànica, Volum 342: 2011.
- 'Diplomàcia de Salut global i Pau' (amb Paulo Buss) en Clíniques de Malaltia Contagiosa d'Amèrica del Nord, 25(3): 2011, pp. 601–610.
- Kickbusch, Ilona, Hein, Wolfgang i Silberschmidt, Gaudenz. 'Adreçant salut global governance reptes a través d'un mecanisme nou: la proposta per un Comitè C de l'Assemblea de Salut Mundial' en La Revista de Llei, Medicina & Ethics, Caiguda: 2010, JLME 38.3.
- Sócoving Salut Global Governance envia'. Capítol 15 en Buse et al., Fent Sentit de Salut Global Governance: Una Perspectiva de Política. Palgrave MacMillan, 2009.
- 'Diplomàcia de Salut global: el reconeixement nou de salut en política estrangera' (amb cristià Erk). Capítol 10 dins Clapham, Andrew, Robinson, Mary i Hangartner, Salome (eds.), Adonant-se del correcte a salut. 2009.
- Perspectives europees en Salut Global: Un Glossari de Política (amb Graham Lister i David Gleicher). Brussel·les: Centre de Fundació europea. Reworked I actualitzat dins 2009. Disponible a www.globalhealtheurope.org
- 'Dins recerca del paradigma de salut públic pel segle XXI: les dimensions polítiques de salut pública' en Revista portuguesa de Salut Pública. 25è Suplement d'Aniversari Assumpte: reptes de salut públics Actuals. Lisboa: 2009, pp. 11–19.
- 'Promoció de salut' (Mittelmark, Kickbusch, Rootman, Scriven i Tons) en Heggenhougen, H.K. I Quah, S.R. (eds.), Enciclopèdia Internacional de Salut Pública, Vol. 3. Oxford: Premsa Acadèmica, 2008, pp. 225–240.
- 'Salut Governance: La Societat de Salut' en Kickbusch, McQueen et al. (eds.), Salut i Modernity: Fundacions Teòriques de Promoció de Salut. Salmer, 2007, pp. 144–161.
- 'Promoció de salut – No un arbre però un rizoma' dins O'Neill, M. Et al. (eds.), promoció de Salut dins Canadà: perspectives Crítiques. (Edició de segon). Toronto: 2007.
- 'Diplomàcia de salut global: formació a través de disciplines (amb Thomas E. Novotny, Nico Drager, Gaudenz Silberschmidt i Santiago Alcazar) dins Butlletí de l'Organització Mundial de la Salut, 85(12): 2007, pp. 971-973.
- 'Diplomàcia de salut global: la necessitat per perspectives noves, habilitats i aproximacions estratègiques en salut global' (amb Gaudenz Silberschmidt i Paulo Buss) dins Butlletí de l'Organització Mundial de la Salut, 85(3): 2007, pp. 230–232.
- 'Salut i Wellbeing' en Marinker, Marshall (ed.), Converses Constructives aproximadament Salut. Radcliffe, 2006, pp. 31–40.
- 'Alfabetització de salut: Cap a ciutadania de salut activa' (amb Daniela Maag) en Sprenger, M. (ed.), salut Pública en Österreich und Europa. Festschrift Horst Noack. Graz: 2006, pp. 151–158.
- Navigating Salut: La Funció d'Alfabetització de Salut (amb Suzanne Espera i Daniela Maag). London: Aliança per Salut i el Futur, 2006.
- 'Perspectives dins promoció de salut i salut de població' en Revista americana de Salut Pública, March, 93(3): 2003, pp. 383–388.
- 'Salut global Governance: algunes consideracions teòriques noves en l'espai polític nou'. Capítol dins Lee, K. (ed.), Globalització i Salut. London: Palgrave, 2003, pp. 192–203.
- 'Influència i oportunitat: Observacions en l'ENS funció en salut pública global' dins Afers de Salut, 21(6): 2002, pp. 131–141.
- 'Influències globals i respostes globals: salut internacional a la volta del segle XXI' (amb Kent Buse). Capítol en Merson, M.H., Negre, R.E. I Fresa, Un.J. (eds.), Handbook de Salut Pública Internacional. Aspen Editors, 2001, pp. 701–737.
- 'El desenvolupament de polítiques de salut internacional: accountability intacte?' En Ciència Social & Medicina, 51: 2000, pp. 979–989. (Reprinted En Kirton, John (ed.), Salut Global, Biblioteca d'Assajos en Global Governance sèrie. Ashgate, 2009.)
- 'Societats per salut en el segle XXI' (amb Jonathan Ràpid) en l'estadística Mundial Trimestral, 51(1): 1998, pp. 68–74.
- Ésbusca Salut: Repte pel Nineties' (amb Kathryn Dean) en Araki, Shunichi (ed.), Medicina Conductista: Un integrat biobehavioral aproximació a salut i malaltia. Amsterdam: Elsevier, 1992, pp. 299–308.
- Éself-preocupar-se dins Promoció de Salut' en Ciència Social & Medicina, 29: 1989, pp. 125–130.